# Наговіцин Йосип Олексійович
Нагові́цин Йо́сип Олексі́йович (6 (18) вересня 1888, присілок Омутниця, Удмуртія — 21 листопада 1937, селище Місхор) — удмуртський державний діяч. Революціонер у часи Російської імперії, член РСДРП з 1905 року.

## Біографія
Закінчив Глазовське міське чотири-класне училище 1904 року, вступив до В'ятського сільськогосподарського технічного училища, але у березні 1905 року був відрахований за участь у революційному страйку. За революційну діяльність на Приураллі, в Єкатеринбурзькій та Уфалейсько-Киштимському окружних організаціях РСДРП з 1909 року відбував заслання в Єнісейській губернії. З 1913 року політичний емігрант. Після встановлення комуністичного режиму став комісаром у справах удмуртів Наркомнацу РРФСР — фактично міністром у справі окупованої Удмуртії.
Голова Вотського бюро агітації та пропаганди при ЦК РКП(б) у 1919–1920 роках, голова революційного комітету Вотської автономної області у січні-липні 1921 року, голова Вотського обласного виконавчого комітету у 1921-1925 роках, член колегії Наркомпросу РРФСР та голова ради просвіти національних меншин у 1925-1926 роках, народний комісар соціального забезпечення РРФСР у 1926-1937 роках.
Делегат 1-8 з'їздів Верховної Ради СРСР у 1922–1936 роках, 10 (1921) та 13 (1924) з'їздів РКП(б), 15 (1927), 16 (1930) та 17 (1934) з'їздів ВКП(б). Член ВЦВК у 1926—1937 роках, ЦВК СРСР у 1927—1937 роках. Редактор журналу «Соціальне забезпечення» у 1926—1937 роках.
На честь Наговіцина в Іжкарі встановлено погруддя, з 1957 названа одна з вулиць міста. На його честь названа вулиця і в місті Можга.